# Danaé (1927)
Danaé (Q131) – francuski okręt podwodny z okresu międzywojennego i II wojny światowej, jedna z czterech jednostek typu Ariane. Okręt został zwodowany 11 września 1927 roku w stoczni Ateliers et Chantiers Augustin-Normand w Hawrze, a do służby w Marine nationale wszedł w listopadzie 1929 roku. Jednostka pełniła służbę na Morzu Śródziemnym, a od zawarcia zawieszenia broni między Francją a Niemcami znajdowała się pod kontrolą rządu Vichy. 9 listopada 1942 roku „Danaé” została samozatopiona w Oranie.

## Projekt i budowa
„Danaé” zamówiona została na podstawie programu rozbudowy floty francuskiej z 1922 roku. Okręt, zaprojektowany przez Marie-Augustina Normanda i Fernanda Fenaux, zbliżony był wielkością i parametrami do typu Sirène. Jednostka charakteryzowała się wysoką manewrowością i silnym uzbrojeniem, lecz miała zbyt długi czas zanurzenia, a ciasnota wnętrza powodowała trudności w obsłudze mechanizmów okrętowych przez załogę.  
„Danaé” zbudowana została w stoczni Ateliers et Chantiers Augustin-Normand w Hawrze. Stępkę okrętu położono w lutym 1923 roku, został zwodowany 11 września 1927 roku, a do służby w Marine nationale przyjęto go w listopadzie 1929 roku. Jednostka otrzymała numer burtowy Q131.

## Dane taktyczno–techniczne
„Danaé” była średniej wielkości okrętem podwodnym o konstrukcji dwukadłubowej. Długość całkowita wynosiła 66 metrów, szerokość 6,2 metra i zanurzenie 4,1 metra. Wyporność w położeniu nawodnym wynosiła 626 ton, a w zanurzeniu 787 ton. Okręt napędzany był na powierzchni przez dwa czterosuwowe silniki wysokoprężne Normand-Vickers o łącznej mocy 1250 koni mechanicznych (KM). Napęd podwodny zapewniały dwa silniki elektryczne Schneider o łącznej mocy 1000 KM. Dwuśrubowy układ napędowy pozwalał osiągnąć prędkość 14 węzłów na powierzchni i 7,5 węzła w zanurzeniu. Zasięg wynosił 3500 Mm przy prędkości 9 węzłów w położeniu nawodnym oraz 75 Mm przy prędkości 5 węzłów pod wodą. Zbiorniki paliwa mieściły 60 ton oleju napędowego, a energia elektryczna magazynowana była w bateriach akumulatorów typu D liczących 140 – 144 ogniwa. Dopuszczalna głębokość zanurzenia wynosiła 80 metrów, a autonomiczność 20 dób.
Okręt wyposażony był w 7 wyrzutni torped kalibru 550 mm: dwie wewnętrzne i dwie zewnętrzne na dziobie, jedną wewnętrzną na rufie oraz jeden podwójny obrotowy zewnętrzny aparat torpedowy za kioskiem, z łącznym zapasem 13 torped. Uzbrojenie artyleryjskie stanowiło działo pokładowe kal. 100 mm M1917 L/45 oraz dwa karabiny maszynowe kal. 8 mm (2 x I).
Załoga okrętu składała się z 3 oficerów oraz 38 podoficerów i marynarzy.

## Służba
W momencie wybuchu II wojny światowej okręt pełnił służbę na Morzu Śródziemnym, wchodząc w skład 14. dywizjonu 2. Flotylli okrętów podwodnych w Oranie. Dowódcą jednostki był w tym okresie kpt. mar. P.C. Ropers. W czerwcu 1940 roku okręt nadal stacjonował w Oranie. Jednostka uczestniczyła w tym miesiącu w patrolowaniu rejonu Gibraltaru. Po zawarciu zawieszenia broni między Francją a Niemcami „Danaé” znalazła się pod kontrolą rządu Vichy (rozbrojona w Oranie). Na przełomie 1941 i 1942 roku okręt został wycofany z czynnej służby. 8 listopada 1942 roku, podczas lądowania Aliantów w Afryce Północnej, okręt (wraz z bliźniaczym „Ariane”) stacjonował w Oranie, znajdując się w doku pływającym. Następnego dnia, aby uniknąć zdobycia przez Aliantów, na rozkaz wiceadmirała Rioulta okręt został samozatopiony wraz z dokiem.